# 臺灣雷伊漢勒世界公民中心
臺灣–雷伊漢勒世界公民中心（英語：Taiwan - Reyhanli Centre for World Citizens），簡稱為土耳其臺灣中心，是一個於土耳其雷伊漢勒活動的臺灣非政府團體，該組織由裘振宇於2020年成立。該組織因疑似挪用善款而遭受爭議。

## 成立
該組織創立主要推動者為裘振宇，為當時於土耳其安卡拉畢爾肯大學擔任建築系助理教授，2010年代，因考慮鄰近之敘利亞內戰收容難民及其他需求，裘振宇於2016年接洽中華民國外交部出資40萬美元，選定於土耳其哈塔伊省雷伊漢勒提供的1800坪土地進行難民中心的初步規劃，其後在臺灣立案，以「國際人道建築與教育協會」名義進行募款、開立收據等行政工作後，建築第一期工程隨後於2020年4月正式動土，同年9月完工。2020年10月8日，臺灣中心舉辦竣工及音樂會儀式，雷伊漢勒市政府則任命建設項目的裘振宇擔任臺灣中心的首席執行長。2021年，中華民國駐土耳其代表黃志揚與雷伊漢勒市長哈哲歐魯（Mehmet Hacıoğlu)、中心執行長裘振宇及「臺灣世界公民中心學會」會長Muhammed VELID ABDI簽署合作諒解備忘錄。在經歷持續建設後，臺灣中心建築於2022年7月8日正式啟用。
臺灣中心正式成立後，該組織除對建築空間裝潢進駐單位，也成立職業培訓社區中心，並持續向居住於雷伊漢勒地區的難民、婦女、孩童等族群，提供基礎建設的職業訓練和教育協助。。
2023年1月，臺灣中心曾獲得聯合國難民署預算投入，設置二間多功能兒童休憩室，進一步收藏由臺灣所捐贈的童書與文具，並在持續進行募資支援下建置再生太陽能、風力能源系統、水資源回收系統計畫。然而同年2月，因受到2023年土耳其－敘利亞地震影響，該組織因距離主震央僅約180公里，除將難民中心設為臨時收容所以安置災民，更成為雷伊漢勒唯一的救援中心，設立倉庫有效分類物資提供災民協助。

## 建築設計
該組織所建設的難民中心為目前雷伊漢勒最大的公共建築群，占地1,800坪，是土耳其第一棟服務土耳其與敘利亞難民之人道建築。設有52個多功能廳，其建築由裘振宇設計，以清真寺拱形迴廊及前1200年哈图沙遺跡的石拱構造為發想，主結構則是以10公尺、6.3公尺寬、8公尺深的拱圈屋頂，該材質是使用大量工廠預製的建材預鑄混凝土塊和折疊金屬薄板，以降低成本及減少工時，並呼應阿勒坡大清真寺拱形迴廊的尺度，周圍均用混凝土牆蓋成，具有現代建築之特徵。
建築周圍設有兩座帶狀公園，分別位於中心南、北兩面。2022年，20世紀協會曾將臺灣中心列為9月最佳建築。
在2023年土耳其－敘利亞地震中，主體建築群基本並無大礙。

## 社會企業暨合作社
臺灣中心雖然主體為非營利組織，不過為了協助敘利亞難民自力更生，另外在臺灣設立登記「喵喵汪汪社會企業有限公司」（進口），土耳其登記「土耳其美麗的母雞社會企業」（出口）、「婦女合作社」，負責跨國銷售難民製作的手作藝品。所有營收均回饋臺灣中心的難民兒童項目及婦女合作社成員。

## 爭議

### 名稱爭議
2022年3月，土耳其政府官方曾發函臺灣中心，要求「臺灣中心」移除「臺灣」字樣設計標示與有相關註記物品，以「臺北」替換，以免造成在政治上承認臺灣國際地位的誤解。之後臺灣中心對聯合國及國際組織統一用「臺灣–雷伊漢勒世界公民中心」，對台仍維持原稱呼。

### 勸募爭議
2023年土耳其地震後，臺灣中心透過成立於台灣的協力單位—“國際人道建築與教育協會”(以下簡稱協會)於第三方募資平台挖貝WaBay進行募款，目標為每月820萬元，期望能安置至少2000位地震災民，該募款至3月15日截止募得至少7900萬元善款，超過2.7萬人響應。但是,先前協會進行曾聖光募款案結束後仍持續收到款項,引發爭議,協會遂進行處理,線上匯款的金額全數退回給捐款者；而針對直接匯入銀行帳戶者,因未附聯絡資訊,於是將捐款全數付予曾聖光家屬。
挖貝WaBay對此要求、提案者同意在2月20日前以書面回覆該起爭議，主動委請第三方獨立會計或相關專業人士進行調查，揭露調查結果，並建立此專案的「取消贊助」、「退款申請表」，以擔保所有會員權益不受損失。協會則在台灣中心Facebook專頁發出長文對募款活動提出解釋。隨後,臺北市政府社會局同意協會將原計畫變更，提高勸募金額，並納入賑災相關計畫。 

### 捐款流入個人帳戶
據《三立新聞》報導，裘振宇在2021年發起的「台灣中心維運募資計畫」募得約1700萬新台幣，扣除手續費後，其中的330萬元匯入裘振宇在德國與英國的私人帳戶。裘振宇解釋，私人帳戶只是「中繼站」。報導認為其說法與實際匯款紀錄明顯不符。另外，台灣與土耳其兩地的吹哨者指控許多收據做假，而裘振宇不願進一步說明。而在《三立新聞》取得的錄音檔中，裘振宇承認自己和先生的匯款就是在洗錢。

### 捐款流向不明
根據2023年底公布的勸募收支明細表，「愛無國界：土耳其台灣中心勸募計畫」共募得新台幣1億4600萬多元，截至2023年10月底，已經使用5000多萬元，其中有4000多萬元用於土耳其的多項工程，包含收容中繼屋等。《三立新聞》在2025年1月中實際走訪當地，發現根本沒有中繼屋。另外，台灣中心曾聲稱要供至少1000位災民為期1年、每月等值300新台幣的物資補給，但吹哨者表示災民實際上只住了大約45天。

### 募款計畫主角拿不到捐款
「薩米爾醫療援助募款計畫」為身障難民薩米爾籌措手術費，一共獲得約新臺幣10萬元的捐款，而薩米爾卻拿不到任何錢。
台灣中心在2024年聲稱要幫助敘利亞難民青年尤瑟夫圓留學夢，尤瑟夫卻拿不到資助，還被恐嚇及欠薪。

### 裘振宇被控性騷擾
一名17歲的敘利亞難民指控裘振宇性騷擾，還被質疑是收了錢才說謊，因而以影片反駁收錢指控，並進一步說明他常被要求在下班時間陪吃飯，到裘振宇的住處打掃，甚至被裘觸摸私密部位。
另兩名曾在台灣中心工作的16歲少年表示，裘振宇會對他們的身體摸來摸去，甚至抱住他們。也有人指控言語性騷擾。

### 霸凌、羞辱員工，積欠薪資，勞動環境惡劣
在中心打工的難民指控，他們不管怎麼打掃，都會被裘振宇刁難，而且工作環境高溫惡劣，甚至有人被公開羞辱。也有不少人領不到薪水。

### 包庇性侵犯主管
據《鏡週刊》報導，T女在2023年7月才到職不到10天，就被陳姓經理騙到飯店性侵，陳男因而被台北地院以強制性交罪判處2年有期徒刑、緩刑5年。
裘振宇被指控包庇性侵犯陳男，不僅未將陳男調職，還在申訴處理委員會以會議主席裁示「因申訴資料不足，不符合辦法之規定，本案不予受理」，且不得再提出申訴，甚至惡意解雇被害人T女。

### 違建
土耳其臺灣中心設計團隊核心成員勒抉指出，該建築從未取得使用執照，也就是違建。

## 另見
- 中華民國與土耳其關係
- 2023年土耳其－敘利亞地震

## 外部連結
- 臺灣雷伊漢勒世界公民中心的Facebook專頁
- 台灣- 雷伊漢勒世界公民中心| WaBay 挖貝 （页面存档备份，存于）